# Sesamia rubritincta
Sesamia rubritincta là một loài bướm đêm trong họ Noctuidae.